# Isches
Isches (1793 und 1801 noch mit der Schreibweise Ische) ist eine französische Gemeinde mit 172 Einwohnern (1. Januar 2022) im Département Vosges in der Region Grand Est. Sie gehört zum Arrondissement Neufchâteau und zum Gemeindeverband Les Vosges côté Sud-Ouest. Die Bewohner werden Ischois(es) genannt.

## Geografie

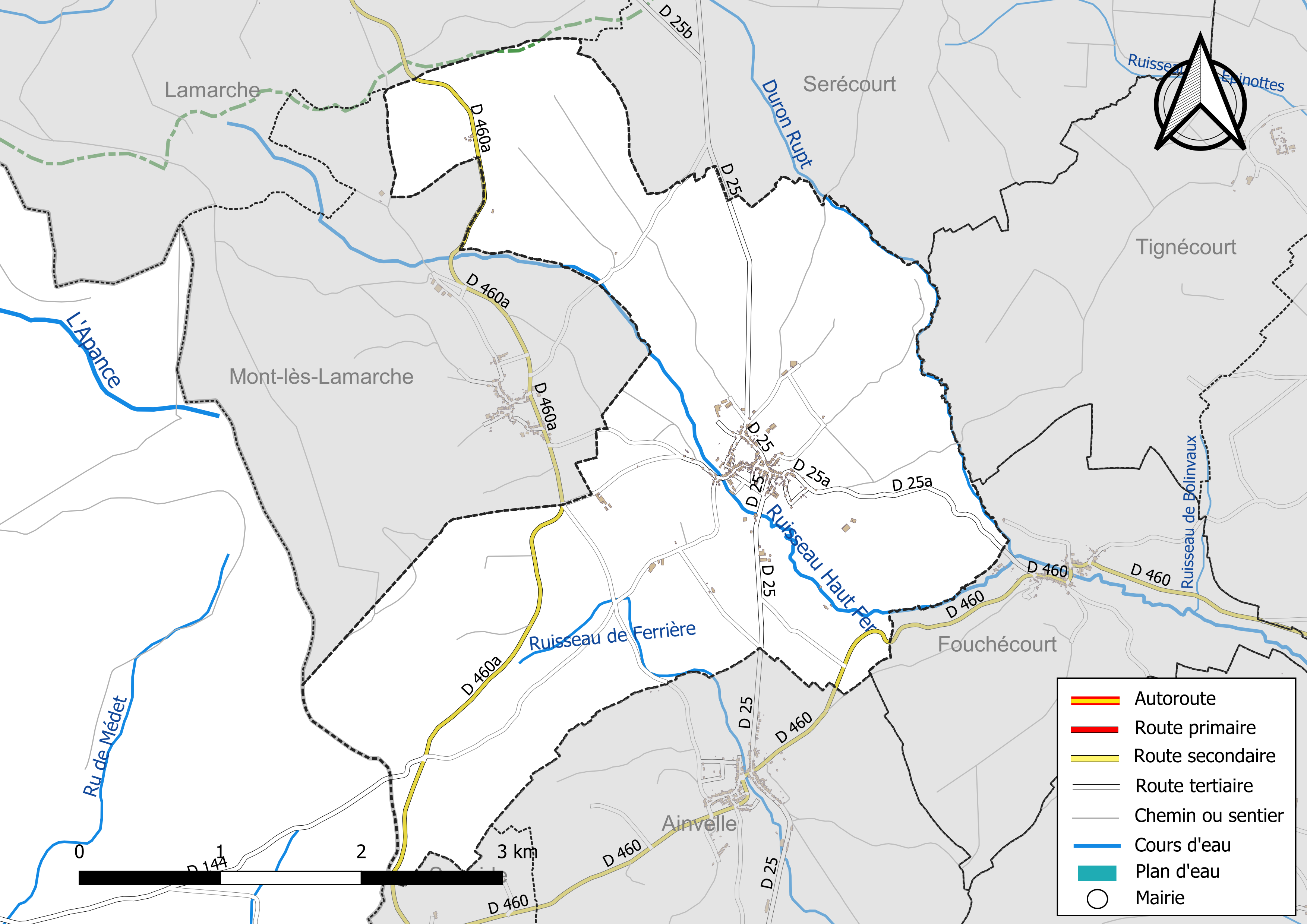
Gewässer und Straßen der Gemeinde

Die Gemeinde Isches liegt etwa 22 Kilometer südwestlich von Vittel und etwa 50 Kilometer westsüdwestlich von Épinal im äußersten Südwesten der historischen Region Lothringen. Nordwestlich der Gemeinde verläuft die Maas-Saône-Wasserscheide. Die Fließgewässer im 13,60 km² umfassenden Gemeindegebiet (Duron Rupt, Ruisseau de la Fontaine au Fer) entwässern nach Südosten zur oberen Saône. Das Flüsschen Les Prés de l’Eau nimmt einen Umweg über die Apance zur Saône. Die höchste Erhebung im Gemeindegebiet bildet eine namenlose Höhe (483 m) in einem Waldgebiet (Bois de la Marnérie) in den westlichen Monts Faucilles.
Nachbargemeinden von Isches sind Serécourt im Norden, Tignécourt im Osten, Fouchécourt im Südosten, Ainvelle im Süden, Senaide und Serqueux im Südwesten, Mont-lès-Lamarche im Westen sowie Lamarche im Nordwesten.

## Bevölkerungsentwicklung
| Jahr      | 1962 | 1968 | 1975 | 1982 | 1990 | 1999 | 2006 | 2014 | 2021 |
| --------- | ---- | ---- | ---- | ---- | ---- | ---- | ---- | ---- | ---- |
| Einwohner | 300  | 277  | 269  | 234  | 223  | 198  | 230  | 162  | 172  |

Isches liegt im strukturschwachen Südwesten des Départements Vosges, der überdurchschnittlich hohe Bevölkerungsverluste verzeichnete. Im Jahr 1841 wurde mit 845 Bewohnern die bisher höchste Einwohnerzahl ermittelt. Die Zahlen basieren auf den Daten von cassini.ehess und INSEE.

## Sehenswürdigkeiten
- Kirche Saint-Brice aus dem 12. Jahrhundert, seit 1899 als Monument historique klassifiziert.[4] Die Kirche birgt zahlreiche Ausstattungsgegenstände, die in der Base Palissy gelistet sind, darunter eine große Anzahl, die als Monument historique der beweglichen Objekte klassifiziert oder eingeschrieben sind.
- Château d’Harcourt aus dem 16./17. Jahrhundert
- Wassermühle am Duron Rupt (Moulin Rouge)
- Arboretum

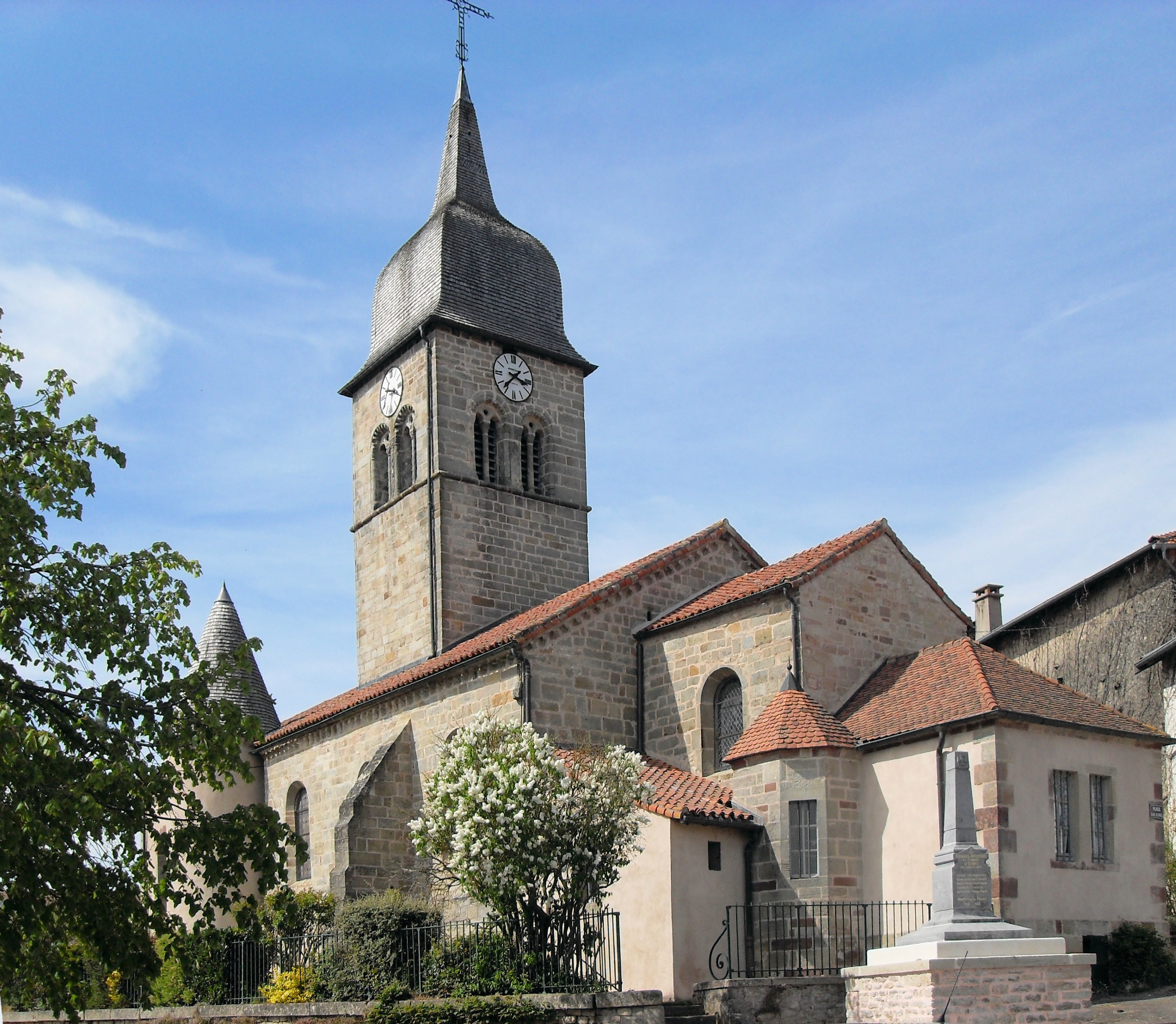
Kirche Saint-Brice
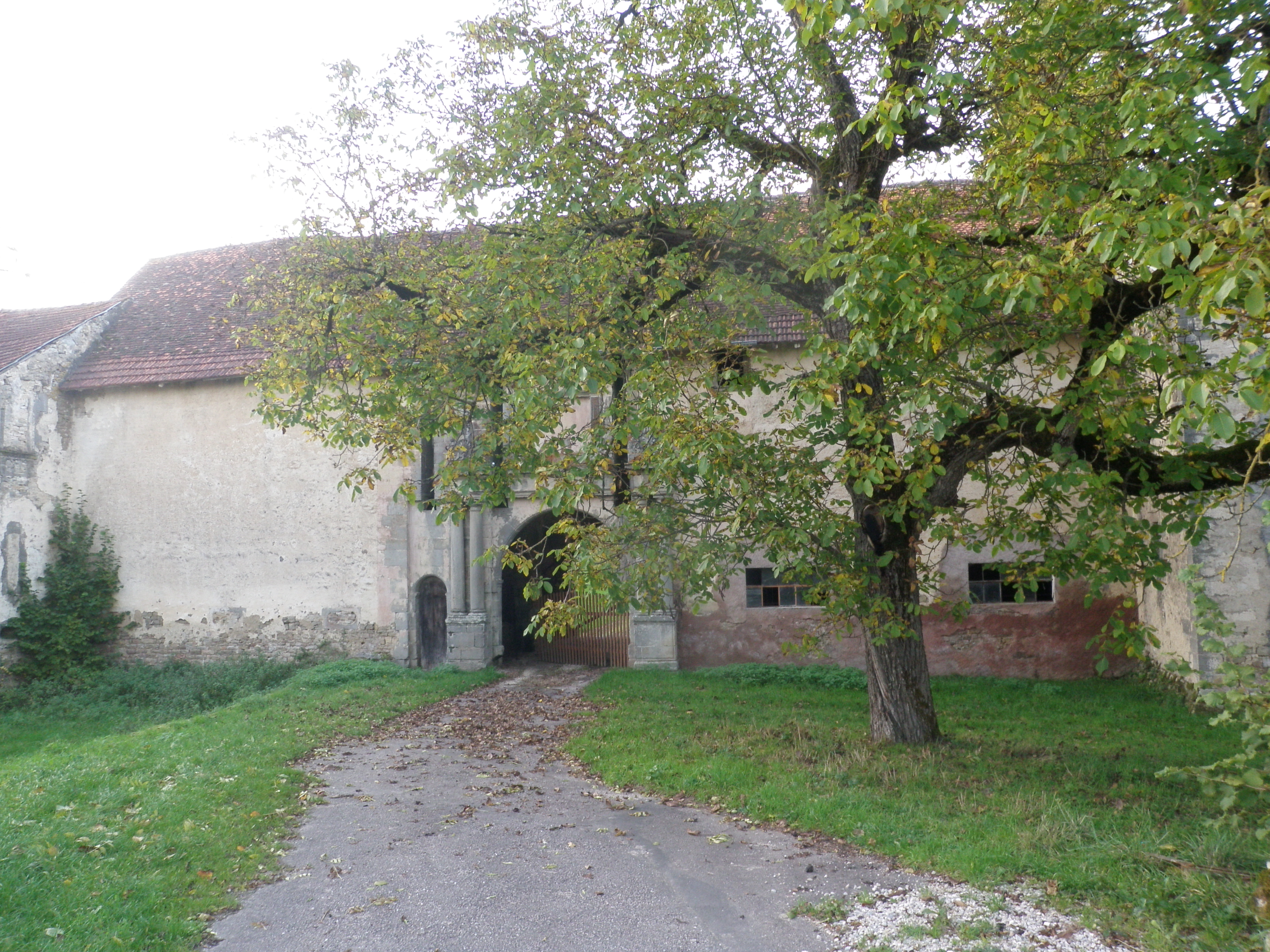
Château d’Harcourt
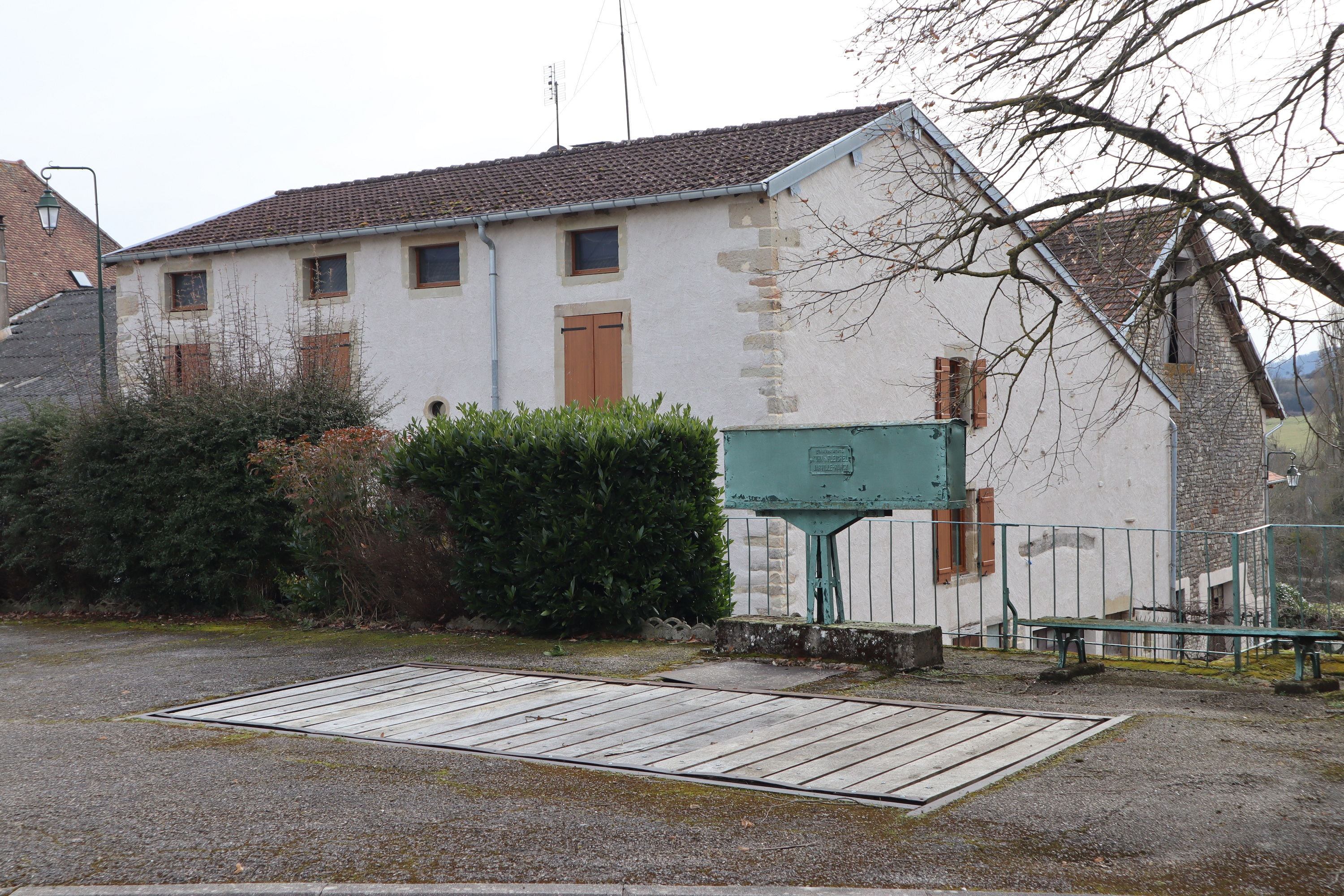
Ehemalige öffentliche Waage

## Wirtschaft und Infrastruktur
In Isches dominiert nach wie vor die Landwirtschaft, insbesondere die Milchviehhaltung, Geflügel-, Schaf- und Ziegenhaltung.
Durch Isches führt die Straße D 1 von Jussey nach Neufchâteau sowie die Straße D 460 von Bourbonne-les-Bains nach Darney. In Val-de-Meuse, 23 Kilometer westlich von Isches, besteht ein Anschluss an die Autoroute A 31. Der in der 14 Kilometer entfernten Kleinstadt Lamarche gelegene Bahnhof liegt an der Bahnlinie von Nancy nach Culmont-Chalindrey.

## Belege
1. ↑  Ortsname. cassini.ehess.fr
2. ↑  Isches auf cassini.ehess.fr
3. ↑  Isches auf insee.fr
4. ↑  Église (St-Brice) in der Base Mérimée des französischen Kulturministeriums (französisch)
5. ↑  Landwirtschaftsbetriebe auf annuaire-mairie.fr (französisch)